# Данило Барковић
Данило Барковић (Оточац, Лика, 1844 — 26. октобар 1889) био је српски официр.

## Биографија
Војне школе завршио је у Сремској Каменици, а артиљеријску и вишу артиљеријску школу у Кракову и Моравској Белој Цркви.
У српску војску ступа пред рат са Турцима 1876. године, као редов у добровољачком кору. Исказао се као јако способан артиљеријски официр и техничар и редовним путем бива унапређен у чин контрактуелног артиљеријског потпоручника. Касније, 11.априла 1877. год. произведен је у чин контрактуалног поручника.
У рату са Турцима 1877-1878 био је командир крајинске позицијске артиљерије на Тимоку, према Видину. Учесник је био и у српско – бугарском рату. Маја 1887. године унапређен је у чин артиљеријско – техничког капетана друге класе. Радио је као хонорарни професор Механике у Војној академији 1880—1881. године.Стално је радио на усавршавању наоружања. Конструисани топ астраган назван је по његовом имену.